# AHS 센타우로

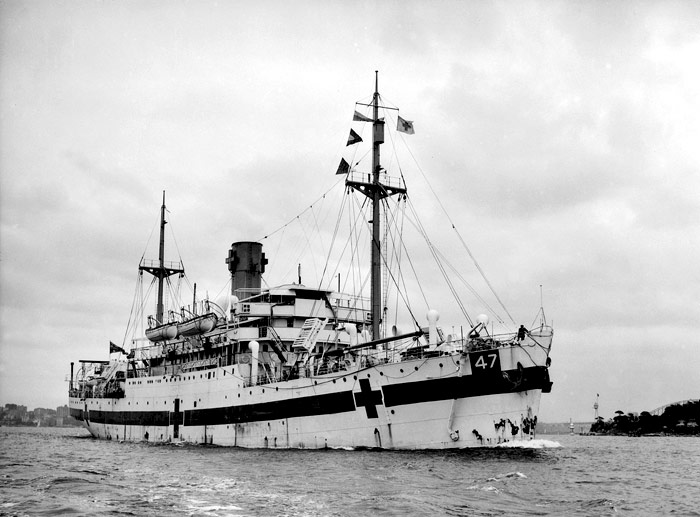
AHS 센타우로

AHS 센타우로(Australian Hospital Ship (AHS) Centaur)는 1943년 5월 14일 오스트레일리아 퀸즐랜드주 연안에서 일본 잠수함의 공격을 받아 침몰한 병원선이다. 이로 인해 332명의 의료진과 탑승객 가운데 268명이 죽었다. 공격 원인에 대해서는 밝혀진 바가 없다. 침몰된 센타우로 호는 2009년 12월 20일에 발견되었다.
이 사건은 중대한 전쟁범죄로 지탄을 받았는데 이는 이전에는 아무도 병원선을 공격한 사례가 없었기 때문이다. 더욱이 센타우로함은 아무런 호위함도 없이 단독으로 항해하던 가운데 공격을 당하여 충격을 더했다.

## 같이 보기
- 일본이 저지른 전쟁 범죄